# حمام القلعة (بغداد)
حمّام القلعة  (عائد للجيش العراقي) يعتبر من حمامات بغداد العامة القديمة، ويقع في قلعة بغداد بجانب الرصافة من بغداد .وقد جاءت الإشارة إلى هذا الحمام في إعلان لوزارة الدفاع ذكر فيه مايلي:ان الحمام العائد للجيش العراقي الكائن في القلعة معروض للإلتزام فعلى الراغبين ان يقدموا طلباتهم بهذا الخصوص لدائرة الميرة في وزارة الدفاع الساعة 12 من يوم الخميس المصادف 1925/6/23م . ويمكن المراجعة كل يوم إلى الدائرة المذكورة للإطلاع على الشروط وزيادة الإيضاحات.